# 대한민국의 사적 (2010년대)
사적(史蹟)은 기념물 가운데 선사시대의 유적 및 고분, 정치 및 전쟁에 관한 유적, 제사ㆍ신앙에 관한 유적, 산업ㆍ교통ㆍ토목에 관한 유적, 교육ㆍ사회사업 관계 유적, 분묘와 비석 등의 유적으로 중요한 것을 말한다.

## 지정 목록 (2010년대)
| 번호  | 사진 | 명칭 | 소재지                                                 | 관리자 (단체)                        | 지정일                                     | 참조 |
| 509호 |      | 거제 둔덕기성 (巨濟 屯德岐城) (Dundeokgiseong Fortress, Geoje)                                                       | 경남 거제시 둔덕면 거림리 산95번지 등                  | 거제시                               | 2010년 8월 24일 지정                       |      |
| 510호 |      | 고령 사부동과 기산동 요지 (高靈 沙鳧洞과 箕山洞 窯址) (Kiln Sites in Sabu-dong and Gisan-dong, Goryeong)             | 경북 고령군 성산면 사부동 산 16 등 14필지              | 고령군                               | 2011년 7월 28일 지정                       |      |
| 511호 |      | 진천 산수리와 삼용리 요지 (鎭川 山水里와 三龍里 窯址) (Kiln Sites in Sansu-ri and Samyong-ri, Jincheon)              | 충북 진천군 덕산읍 산수리 196-3 등 9필지               | 진천군                               | 2011년 7월 28일 지정                       |      |
| 512호 |      | 경주 대릉원 일원 (慶州 大陵園 一圓) (Daereungwon Ancient Tomb Complex, Gyeongju)                                     | 경북 경주시 노동동 261 등                              | 경주시                               | 2011년 7월 28일 지정                       |      |
| 513호 |      | 나주 반남 고분군 (羅州 潘南 古墳群) (Ancient Tombs in Bannam, Naju)                                                  | 전남 나주시 반남면 대안리 103 등 126필지               | 나주시                               | 2011년 7월 28일 지정                       |      |
| 514호 |      | 창녕 교동과 송현동 고분군 (昌寧 校洞과 松峴洞 古墳群) (Ancient Tombs in Gyo-dong and Songhyeon-dong, Changnyeong)    | 경남 창녕군 창녕읍 교리 129 등                         | 창녕군                               | 2011년 7월 28일 지정                       |      |
| 515호 |      | 함안 말이산 고분군 (咸安 末伊山 古墳群) (Ancient Tombs in Marisan Mountain, Haman)                                   | 경남 함안군 가야읍 도항리 484 등                       | 함안군                               | 2011년 7월 28일 지정                       |      |
| 516호 |      | 경산 임당동과 조영동 고분군 (慶山 林堂洞과 造永洞 古墳群) (Ancient Tombs in Imdang-dong and Joyeong-dong, Gyeongsan) | 경북 경산시 임당동 676-1 등 38필지                     | 경산시                               | 2011년 7월 28일 지정                       |      |
| 517호 |      | 경주 진지왕릉 (慶州 眞智王陵) (Tomb of King Jinji, Gyeongju)                                                         | 경북 경주시 서악동 산 92-1                             | 경주시                               | 2011년 7월 28일 지정                       |      |
| 518호 |      | 경주 문성왕릉 (慶州 文聖王陵) (Tomb of King Munseong, Gyeongju)                                                      | 경북 경주시 서악동 산 92-1                             | 경주시                               | 2011년 7월 28일 지정                       |      |
| 519호 |      | 고흥 운대리 분청사기 요지 (高興 雲垈里 粉靑沙器 窯址) (Buncheong Kiln Site in Undae-ri, Goheung)                     | 전남 고흥군 두원면 운대리 산24-1번지 등                | 고흥군                               | 2011년 12월 23일 지정                      |      |
| 520호 |      | 서울 용산신학교 (서울 龍山神學校) (Yongsan Theological School, Seoul)                                                | 서울 용산구 원효로19길 49-0 (원효로4가)                | 학교법인 성심학원                    | 2012년 6월 20일 지정                       |      |
| 521호 |      | 서울 원효로 예수성심성당 (서울 元曉路 예수聖心聖堂) (Wonhyo-ro Catholic Church, Seoul)                               | 서울 용산구 원효로19길 49-0 (원효로4가)                | 학교법인 성심학원                    | 2012년 6월 20일 지정                       |      |
| 522호 |      | 제주 용담동 유적 (濟州 龍潭洞 遺蹟) (Archaeological Site in Yongdam-dong, Jeju)                                      | 제주 제주시 용담이동 2696-2번지 등                     | 제주시                               | 2012년 5월 17일 지정                       |      |
| 523호 | .    | 여수 석보 (麗水 石堡) (Stone Fortress, Yeosu)                                                                        | 전남 여수시 여천동 868번지 등                          | 여수시                               | 2012년 6월 22일 지정                       |      |
| 524호 | .    | 삼척 준경묘·영경묘 (三陟 濬慶墓·永慶墓) (Jungyeongmyo and Yeonggyeongmyo Royal Tombs, Samcheok)                      | 강원 삼척시 미로면 활기리 산149번지 등                 | 삼척시                               | 2012년 7월 12일 지정                       |      |
| 525호 |      | 파주 이이 유적 (坡州 李珥 遺跡) (Historic Site Related to Yi I, Paju)                                                | 경기 파주시 법원읍 동문리 산 5-1번지 등                | 파주시                               | 2013년 2월 21일 지정                       |      |
| 526호 |      | 양주 대모산성 (楊州 大母山城) (Daemosanseong Fortress, Yangju)                                                       | 경기 양주시 백석읍 방성리 789번지 등                   | 양주시                               | 2013년 6월 21일 지정                       |      |
| 527호 |      | 증평 추성산성 (曾坪 杻城山城) (Chuseongsanseong Fortress, Jeungpyeong)                                               | 충북 증평군 도안면 노암리 산74-0                       | 증평군                               | 2014년 1월 23일 지정                       |      |
| 528호 | .    | 울산 약사동 제방 (蔚山 藥泗洞 堤防)                                                                                  | 울산 중구 약사동 산 55-2 등                            | 한국토지주택공사                     | 2014년 9월 16일 지정                       |      |
| 529호 |      | 당진 솔뫼마을 김대건신부 유적 (唐津 솔뫼마을 金大建神父 遺蹟)                                                        | 충남 당진시 우강면 송산리 116 등                       | (재)대전교구 천주교유지재단 솔뫼성지 | 2014년 9월 26일 지정                       |      |
| 530호 |      | 용인 심곡서원 (龍仁 深谷書院) (Simgokseowon Confucian Academy, Yongin)                                               | 경기 용인시 수지구 상현동 203-2 등                     | 심곡서원                             | 2015년 1월 28일 지정                       |      |
| 531호 | .    | 고창 봉덕리 고분군 (高敞 鳳德里 古墳群) (Bongdeok-ri Ancient Tombs in Gochang)                                       | 전북 고창군 아산면 봉덕리 산 47                        | 고창군                               | 2015년 9월 24일 지정                       |      |
| 532호 |      | 상주 옥동서원 (尙州 玉洞書院) (Okdongseowon Confucian Academy in Sangju)                                             | 경북 상주시 모동면 수봉리 546                          | 옥동서원                             | 2015년 11월 10일 지정                      |      |
| 533호 |      | 경주 인왕동 사지 (慶州 仁旺洞 寺址) (Temple Site in Inwang-dong, Gyeongju)                                           | 경북 경주시 인왕동 342번지 일원                        | 경주시장                             | 2016년 1월 28일 지정                       |      |
| 534호 |      | 영월부 관아 (寧越府 官衙) (Yeongwol-bu Government Office)                                                            | 강원 영월군 중앙로 61 (영월읍, 관풍헌)                 | 영월군                               | 2016년 3월 8일 지정                        |      |
| 535호 |      | 해남 전라우수영 (海南 全羅右水營) (Navy Headquarter Protecting Western Region of Jeolla-do Province, Haenam)         | 전남 해남군 문내면 서상리 109-1 일원                   | 전남 해남군                          | 2016년 9월 30일 지정                       |      |
| 536호 |      | 안성 도기동 산성 (安城 道基洞 山城) (Fortress in Dogi-dong, Anseong)                                                 | 경기 안성시 도기동 산 515-5 외                         | 경기 안성시                          | 2016년 9월 30일 지정                       |      |
| 537호 |      | 파주 덕진산성 (坡州 德津山城) (Deokjinsanseong Fortress, Paju)                                                       | 경기 파주시 군내면 정자리 13                           | 경기 파주시                          | 2017년 1월 19일 지정                       |      |
| 538호 |      | 대구 경상감영지 (大邱 慶尙監營址) (Gyeongsanggamyeong Provincial Office Site, Daegu)                                 | 대구 중구 포정동 21                                    | 대구광역시 중구                      | 2017년 4월 26일 지정                       |      |
| 539호 |      | 부산 연산동 고분군 (釜山 蓮山洞 古墳群) (Ancient Tombs in Yeonsan-dong, Busan)                                       | 부산 연제구 연산동 산90-4                              | 연제구                               | 2017년 6월 30일 지정                       |      |
| 540호 |      | 논산 노강서원 (論山 魯岡書院) (Nogangseowon Confucian Academy, Nonsan)                                               | 충남 논산시 광석면 오강길 56-5                         | 노강서원                             | 2017년 5월 18일 예고, 2017년 8월 31일 지정 |      |
| 541호 |      | 부안 죽막동 유적 (扶安 竹幕洞 遺蹟) (Archaeological Site in Jukmak-dong, Buan)                                       | 전북 부안군 변산면 적벽강길 54 (변산면, 수성당)        | 부안군                               | 2017년 8월 2일 예고, 2017년 10월 19일 지정 |      |
| 542호 |      | 남원 유곡리와 두락리 고분군 (南原酉谷里와 斗洛里古墳群) (Ancient Tombs in Yugok-ri and Durak-ri, Namwon)             | 전북 남원시 인월면 성내길 35-4외 (유곡리 746-1 외)     | 전라북도 남원시                      | 2018년 3월 28일 지정                       |      |
| 543호 |      | 정읍 은선리와 도계리 고분군 (井邑 隱仙里와 道溪里 古墳群) (Ancient Tombs in Eunseon-ri and Dogye-ri, Jeongeup)       | 전북 정읍시 영원면 은선리 산7번지 일원                 | 전라북도 정읍시                      | 2018년 4월 26일 지정                       |      |
| 544호 |      | 대구 구암동 고분군 (大邱 鳩岩洞 古墳群) (Ancient Tombs in Guam-dong, Daegu)                                          | 대구 북구 구암동 산 77번지 일원                        | 대구광역시 북구                      | 2018년 8월 7일 지정                        | ,    |
| 545호 |      | 구 군산세관 본관 (舊 群山稅關 本館)                                                                                  | 전북 군산시 해망로 244-7(장미동)                       | 관세청(군산세관)                     | 2018년 8월 6일 지정                        | ,    |
| 546호 |      | 부산 임시수도 대통령관저                                                                                             | 부산 서구 임시수도기념로 45 (부민동3가)                | 부산광역시(부산박물관)               | 2018년 11월 6일 지정                       | ,    |
| 547호 |      | 창녕 계성 고분군 (昌寧 桂城 古墳群)                                                                                  | 경남 창녕군 계성면 계성리 368 외                       | 창녕군                               | 2019년 2월 26일 지정                       | ,    |
| 548호 |      | 경주 분황사지 (慶州 芬皇寺址)                                                                                        | 경북 경주시 구황동 301-1 일대                          | 경주시                               | 2019년 2월 26일 지정                       | ,    |
| 549호 |      | 경주 구황동 원지 유적 일원 (慶州 九黃洞 園池 遺蹟 一圓)                                                              | 경북 경주시 구황동 292-2 일대                          | 경주시                               | 2019년 2월 26일 지정                       | ,    |
| 550호 |      | 만해 한용운 심우장 (萬海 韓龍雲 尋牛莊)                                                                              | 서울 성북구 성북로29길 24 (성북동, 만해 한용운 심우장) | 성북구                               | 2019년 4월 8일 지정                        | ,    |
| 551호 |      | 진안 도통리 청자요지 (鎭安 道通里 靑瓷窯址)                                                                          | 전북 진안군 성수면 도통리 산 40-1번지 등               | 전라북도 진안군                      | 2019년 9월 2일 지정                        | ,    |
| 552호 |      | 장수 동촌리 고분군 (長水 東村里 古墳群)                                                                              | 전북 장수군 장수읍 동촌리 산26-1 회                    | 전라북도 장수군                      | 2019년 10월 1일 지정                       | ,    |
| 553호 |      | 인제 한계산성 (麟蹄 寒溪山城)                                                                                        | 강원 인제군 북면 한계리 산1-1 일원                     | 강원특별자치도 인제군                | 2019년 10월 21일 지정                      | ,    |
| 554호 |      | 함안 가야리 유적 (咸安 伽倻里 遺跡)                                                                                  | 경남 함안군 가야읍 가야리 289 일원                     | 함안군                               | 2019년 10월 21일 지정                      | ,    |
| 555호 |      | 의성 금성면 고분군 (義城 金城面 古墳群) (Ancient Tombs in Geumseong-myeon, Uiseong)                                  | 경남 의성군 금성면 대리리                              | 의성군                               | 2019년 10월 21일 지정                      | ,    |